# 卡瓦拉竞技俱乐部
卡華拉體育會（希臘語：Α.Ο. Καβάλα）是位於希臘东马其顿和色雷斯大区卡瓦拉专区首府卡瓦拉的足球會，現時在希臘足球超級聯賽2參賽。

## 外部連結
- 官方网站（页面存档备份，存于）